# Uuno Tuominen
Uuno Vihtori Tuominen, född 1905, död 1986, var en finsk historiker och politiker.
Tuominen blev fil.dr. 1950, och skrev sin avhandling om alkoholpolitik. Han blev en framträdande nykterhetspolitiker; 1936-1961 var sekreterare för Nykterhetens vänner, och social- (och hälso-) ministeriets avdelningschef från 1961.